# Grafmonument van Jacques Perk
Grafmonument van Jacques Perk is een monumentje voor schrijver Jacques Perk, van grote invloed op de literaire beweging Tachtigers.
Overleden op 1 november 1881 werd perk op 5 november onder grote belangstelling begraven op de Oosterbegraafplaats. Deze begraafplaats werd in de jaren daarna geruimd vanwege de aanleg van het Oosterpark, Amsterdam breidde uit. In februari 1900 werden zijn stoffelijke resten in aanwezigheid van zijn vader Marie Adrien Perk overgebracht naar De Nieuwe Ooster in de Watergraafsmeer (klasse 2, vak 1, graf 19). 
Al op de Oosterbegraafplaats werd er een staande grafsteen geplaatst met halfronde zijvoluten, bekroning en een medaillon, ontworpen door P. Dager uit Luik. Zijn vader werd in december 1916 bij zijn zoon begraven onder een liggende grafsteen.
De grafsteen werd op 12 januari 2004 tot rijksmonument verklaard vanwege de cultuur- en funerairhistorische waarde.